# Primera toma de posesión de Nicolás Maduro
La primera toma de posesión de Nicolás Maduro como presidente de Venezuela tuvo lugar el 19 de abril de 2013 en el Palacio Federal Legislativo, en Caracas. El acto destacó por la interrupción del discurso inaugural de Nicolás Maduro por Yendri Sánchez.

## Toma de posesión
La toma de posesión tuvo lugar el 19 de abril de 2013 en el Palacio Federal Legislativo, en Caracas. El acto destacó por la interrupción del discurso inaugural de Nicolás Maduro por Yendri Sánchez. Yendri se coló en la toma de posesión poniéndose una chaqueta roja prestada y haciéndose pasar por el hijo del presidente de la Asamblea Nacional, Diosdado Cabello. Los guardias de seguridad, sorprendidos, no le pidieron nada y lo sentaron al lado de María Gabriela Chávez y el Potro Álvarez. Cuando ella le preguntó quien era, afirmó que era hijo de Jesse Chacón.Después de 15 minutos del inicio la cadena nacional, Yendri corrió hacia Maduro, le quitó su micrófono y le pidió ayuda antes de ser interceptado por la seguridad del evento. La imagen de la señal de la cadena nacional que trasmitía la ceremonia y el sonido fueron apagadas, y Maduro reapareció momentos después criticando la “falla de seguridad”.[cita requerida]
Yendri declaró en una entrevista que interrumpió el discurso para pedirle ayuda a Maduro para su familia. La fiscal Katherine Harington le imputó los cargos de asociación para delinquir y ofensa agravada al jefe de gobierno y fue sentenciado a un año y cinco meses de prisión en la Comunidad Penitenciaria de Coro, estado Falcón.